# Cesta do záhu(d)by
Cesta do záhu(d)by je debutové, studiové album českého písničkáře Tomáše Kluse, kterému v době jeho vydání bylo, coby tehdejšímu studentu DAMU, teprve jednadvacet let. Album bylo vydáno 29. února 2008 u vydavatelství Sony Music, které tehdy o svém novém objevu tvrdilo: „Je mu teprve jednadvacet, ale životních zkušeností už má na rozdávání. Ještě donedávna se věnoval vrcholovému sportu, dnes studuje herectví na pražské DAMU a především hraje na kytaru a skvěle zpívá.“

## O albu
Tomáš se, dle vlastních slov, při skládání inspiruje vlastním životem a je rád, když lidé v jeho textech nacházejí své vlastní příběhy. Album si složil sám, sám se také podílel na jeho produkci. Na albu je 19 skladeb, plných energie a života, jejichž interpret si na nic nehraje a zpívá „za sebe“. Zpívá o běžných věcech - o životě, o lásce, o smutku, ale i o radosti.
Slavnostní křest se konal 2. dubna v pražské restauraci Platýz a roli kmotřičky se ujala herečka Alice Bendová.

## Seznam skladeb
1. Dopis
2. Kfjetina
3. Pocity
4. Do nebe
5. Až...
6. Panenka
7. Láska
8. Inzerát
9. Marie
10. Jsousedky
11. Pořád ta samá
12. Mimorealita
13. Válečná
14. Čas
15. Strojevůdce
16. Balada
17. Jednoduchá
18. Jaroslava
19. Š.a.M.a.N.

### Singly
- "Do nebe" - (2008)
- "Pocity" - (2008)

### Credits - hudební asistence
- Jiří Kučerovský
- Petr Vavřík